# Múlt idő (nyelvészet)
A nyelvtanban a „múlt idő” terminus általánosan az igeidő egyik alapvető jelentését nevezi meg, amellyel a beszélő a közlés ideje elé helyezi az igével kifejezett cselekvést, történést, állapotot stb. A múlt idő két másik alapvető időre vonatkozó jelentéssel áll ellentétben, a jelennel és a jövővel. Egyes nyelvekben több múlt idejű alak van, több paradigma, amelyek a múlt időnek több árnyalati jelentését fejezik ki.
Ez a meghatározás csak a múlt idő „abszolút”-nak nevezett használatát fedi, azaz csupán a közlés idejéhez viszonyítottat. Ez főleg egyszerű mondatban és főmondatban van meg. Egy ige múlt ideje relatív használatú is lehet, ha egy másik ige egyéb alapvető idejéhez vagy egy másik múlt idejű alakjához viszonyul, főleg amikor mindkét ige ugyanabban az összetett mondatban van.
Nyelvtől függően több vagy kevesebb múlt idejű alak van. Ezek igemód, igenem, igeszemlélet, igejelleg, időbeli viszony, nyelvi regiszter és pragmatikai tényezők szerint különböznek. Ugyancsak ezen fogalmaktól függően vannak egyszerű és összetett múlt idejű alakok: az előbbieket toldalék jelöli, az utóbbiakat segédige. Az egyszerű alakok főleg viszonylag magas fokú szintetizmussal, az összetettek főleg viszonylag magas fokú analitizmussal rendelkező nyelvekre jellemzőek.
Egyes nyelvekben, mint a francia, az angol vagy a román, nincsenek az igeszemléletre és az igejellegre specifikus morfémák. Ezeket főleg az ige lexikai jelentése és egyes időalakok fejezik ki. Például a franciában az egyszerű múlt idő a befejezett szemléletet is kifejezi, a folyamatos múlt idő pedig a folyamatos szemléletet is. Más nyelvekben, mint a szláv nyelvek, az igeszemléletet és az igejelleget specifikus toldalékok fejezik ki, és csak bizonyos szemléletű igék tehetők bizonyos igeidőkbe.
A múlt idejű jelentést nem mindig szokásosan rá használt időalak fejezi ki, hanem jelen idejű alak is, az úgynevezett „történelmi” vagy „elbeszélő” jelen. Ugyanakkor múlt idejű alakok olykor más igeidőt fejeznek ki, mint a szokásosat.

## A magyar nyelvben
Az ómagyar korban (896–1526) kijelentő módban már e kor előtt kialakult négy múlt idejű alak volt, amelyek a korabeli, főleg latinból fordított szövegekben jelentek meg. A régebbiekben az igeidők használata funkcióik tekintetében jóval lazább volt, mint a későbbiekben. Az igeidő-használat ezekben kristályosodott ki a latin nyelv hatására, de szabályai nem szigorú következetességgel, hanem csak főbb vonalaikban érvényesültek. Például a lát ige alakjai az alábbiak voltak:
- látá (elbeszélő múlt) – a múltbeli események előadásának fő eszköze. Erre példák: a Himnuszból: „Őseinket felhozád / Kárpát szent bércére”, vagy a Szózatból: „Az nem lehet, hogy annyi szív / Hiában onta vért”.
- látott (befejezett múlt) – valaki szavainak közvetlen idézésére használt igeidő;
- lát vala (folyamatos múlt) – az események hátterének jellemzésére szolgáló és a múltban ismétlődő történések igeideje;
- látott vala vagy látott volt (régmúlt) – a múltbeli történés következtében beállott állapotot, valamint a nagyon régi vagy a múltban előidejű történéseket kifejező igeidő.

A befejezett múlt már az ómagyar korban is a leghasználtabb volt, később pedig a többi igeidő folyamatosan visszaszorult egyrészt a latin hatás háttérbe szorulása, másrészt az igekötő-használat nagy arányú kibontakozása következtében. A 19. század első felében még három múlt idejű alak volt:
- Alakilag jelen idő, jelentésében múlt (szakkifejezéssel: praesens historicum, azaz történelmi vagy elbeszélő jelen)
- A -t jelet alkalmazó múlt idő (egyszerű múlt idő)
- Az -a/-e/-á/-é jellel kifejezett múlt idő, azaz az elbeszélő múlt. Ez a múlt idő a 19. század második felére kiveszett a magyar nyelvből. Az elbeszélő múlt eltűnése után az egyszerű múlt átvette annak legtöbb funkcióját, ugyanakkor a temporális közvetlenség kifejezésére nem lett alkalmas. Ez a változás nyelvi hiány kialakulásához vezetett. Az elbeszélő múlt hiánya átalakította a magyar mondattant is: a múltról való beszéd főképp távolságtartó módon lehetséges, megismerő közvetlenség nélkül. A múlt közvetlen tapasztalatiságú kifejezésének lehetősége ezzel kiveszett a magyar nyelvből.[7]

A nyelvújítás időszakában sztenderdizált irodalmi nyelvben csak a két egyszerű alak volt jelen. Az elbeszélő múltat sem használták már a beszélt nyelvben, és a század vége felé az irodalmi nyelv is elhagyta. Csupán egyes nyelvjárási régiókban, mint a székely és a moldvai maradtak fenn szórványosan a régmúlt és a folyamatos múlt alakjai.
A mai magyar nyelv sztenderd változatában kijelentő módban egyszerűen múlt időről van szó. Jele -t- vagy -tt-, amelyhez kevés különbséggel a többi igemódban is használt személyragok járulnak. Az egyéb nyelvekben létező több múlt idejű alak jelentései a magyarban többnyire a kontextusból derülnek ki. Igeszemléletet és igejelleget egyes igekötők és igeképzők fejeznek ki, bár nem rendszeresen, ami segíthet annak megállapításában, hogy melyik idegen múlt idejű alaknak felel meg a magyar egy adott esetben. Például az Esténként nézte a televíziót mondat igéjét a francia a folyamatos múlt idejű megfelelőjével fordítja le, a Ma este megnézte a híradót mondatét pedig az összetett múlttal, amely a befejezett igeszemléletet is kifejezi, amint azt a meg- igekötő teszi.
Mivel a magyarban csak egy múlt idejű alak van, akkor, amikor a leírt jelenségek idejét nem a beszédidőhöz, hanem múltbeli jelenség idejéhez viszonyítjuk, ugyanazokat az igealakokat használjuk, amelyeket a beszédidőhöz való viszonyításhoz. Példák:
Mondtam neki, hogy Mari is ott volt a buliban – előidejűség: korábban volt ott Mari, mint ahogy mondtam;
Mondtam neki, hogy Mari is ott van a buliban – egyidejűség: akkor volt ott, amikor mondtam;
Mondtam neki, hogy Mari is ott lesz a buliban – utóidejűség: azután lesz ott, hogy mondtam.
Egyes nyelvekben, mint a francia vagy az angol, a múltbeli jelenséghez viszonyított előidejűségre, egyidejűségre és utóidejűségre más igealakokat használnak, mint a beszédidőhöz való viszonyításkor: az első kettőre olyan múlt idejű alakokat, amelyek nincsenek meg a magyarban (lásd lentebb).
A feltételes mód múlt idejű alakja analitikus. Segédigéje volna, a van feltételes mód jelen idő egyes szám harmadik személyű alakja, mely változatlanul követi a lexikai jelentésű ige kijelentő mód múlt idejű alakját. Abszolút használatban kifejezhet pragmatikai jelentéseket, például sajnálatot múltbeli cselekvés meg nem valósulása miatt: Bár megnézhettem volna én is azt a filmet! Relatív időként főleg meg nem valósult feltétel miatt meg nem valósult cselekvést fejez ki, és magát a feltételt is: Ha gazdag lettem volna, házat vettem volna.
Előfordul nemcsak feltételes összetett mondatban, hanem egyéb típusú mellékmondatban is (pl. Úgy nézel ki, mintha megijesztettek volna!), és nem csak feltételes jelentéssel: Anélkül, hogy elbúcsúzott volna tőlünk, hirtelen elhagyta az országot.
A befejezett (múlt idejű) melléknévi igenév alakja a kijelentő mód múlt idő egyes szám harmadik személyű alakjával azonos. Nincs igei használata, csak melléknévi: Zsuzsa egy múlt században épült házba akar beköltözni.
A szenvedő ige ritkán használatos a mai nyelvben. Szintetikusan alakul, az -at-/ -et-/ -tat-/ -tet- képzővel: Megadatott neki, hogy még egyszer lássa a tengert. Ezen kívül van szenvedő jelentésű analitikus szerkezet is, a lett segédigével, amelyhez a lexikai jelentésű határozói igenév társul: A munka nem lett befejezve.

## Az angol nyelvben
Az angolban viszonylag sok múlt idejű alak van, melyek közül csak az egyik egyszerű.
Az egyszerű múlt idő (past simple) állító alakjának jele szabályos ragozású igék esetében az -ed toldalék, melyet az igetőhöz adnak hozzá, és nem követi személyrag. Abszolút módon használják főleg a múltban befejezett olyan cselekvésre, amelynek nincs kapcsolata a jelennel. Időpontját vagy azt az időtartamot, amelyben végbemegy, gyakran határozó pontosítja. Használatos a szokásos nyelvi regiszterben (The shop opened last week. Then it closed again two days later ’A bolt a múlt héten nyitott ki, aztán két nap múlva megint bezárt’) és irodalmi művekben is ilyen cselekvésekre: Once upon a time a Princess went into a wood and sat down by a stream ’Volt egyszer egy királylány, aki kiment az erdőbe, és leült egy patak partján’. Ismétlődő cselekvést is kifejezhet (The children always played in the garden ’A gyerekek mindig a kertben játszottak’), valamint állapotot is: I was younger then ’Akkoriban fiatalabb voltam’.
Ismétlődő cselekvést kifejezhet még a would segédige + a lexikai jelentésű ige egyszerű jelen ideje (The children would always play in the garden ’A gyerekek mindig a kertben játszottak’), vagy a use ’szokik’ egyszerű múlt idejű alakja + főnévi igenév: We used to go to Austria ’Ausztriába szoktunk menni (jártunk)’.
Az egyszerű múltat használják függő beszédben egyidejű cselekvés kifejezésére az alaptagját képező múlt idejű ige cselekvésével: He said what time it was ’Megmondta, hány óra van’.
A befejezett jelen (present perfect) alakja a have ’birtokol’ segédige egyszerű jelen idejű alakjából és a lexikális jelentésű múlt idejű melléknévi igenévből áll. Ugyancsak a múltban befejezett cselekvést fejez ki, de olyat, amely kapcsolatban van a jelennel. Gyakran bizonyos határozókkal társul: The shop has just opened ’A bolt nemrég nyitott ki’ (beleértve ’a jelenben is nyitva van’), I've ridden lots of times ’Sokszor lovagoltam már’ (beleértve ’mostanában is lovagolok’), I've always known about you and Diana ’Mindig tudtam rólad és Dianáról’.
A folyamatos múlt (past continuous) a be ’van’ segédige egyszerű múltjával és a lexikai jelentésű, a magyar folyamatos melléknévi igenévnek megfelelő active participle ’cselekvő melléknévi igenév’-vel képezhető. A folyamatos igeszemléletet és a tartós-huzamos igejelleget fejezi ki akár abszolút használattal (The UFO was travelling east to west ’Az ufó keletről nyugatra haladt’), akár relatívval: I was walking home when I saw the UFO ’Hazafelé mentem, amikor megláttam az ufót’.
A befejezett folyamatos jelen (present perfect continuous) a be befejezett jelen idejű alakjával és a folyamatos melléknévi igenévvel jön létre. Olyan cselekvést fejez ki, amely kapcsolatban van a jelennel. Egy bizonyos időtartamon belül folyamatosan zajló cselekvésről van szó, és tudni róla azt, hogy egy bizonyos időpontban kezdődött, vagy hogy mennyi ideig tartott. Ezeket gyakran határozó pontosítja. A magyar múlt időnek felel meg, ha a cselekvés már nem folytatódik a közlés idejében: – You look hot. – Yes, I’ve been running ’– Felhevültnek nézel ki. – Igen, futottam’. Ha a cselekvés a közlés idejében még mindig tart, a magyar jelen időnek felel meg, főleg ha az időtartamot a for ’-(j)a/-(j)e’ elöljárószó segítségével, vagy ha a kezdetét a since ’óta, amióta’ elöljáróval/kötőszóval fejezik ki: I’ve been waiting for three years ’Három éve várok’, We’ve been living here since April ’Április óta élünk itt’.
A befejezett múlt vagy régmúlt (past perfect) a have egyszerű múltjából és a múlt idejű melléknévi igenévből áll. Előidejű cselekvést fejez ki egy múltbeli időponthoz viszonyítva. Ezt kifejezheti határozó (She had met Max six months before ’Maxszel hat hónappal azelőtt találkozott’) vagy egy másik múlt idejű ige: I knew I had forgotten something ’Tudtam, hogy elfelejtettem valamit’.
Ezt az alakot használják a magyar feltételes mód múlt idő megfelelőjeként is az if kötőszóval bevezetett feltételes mellékmondatban: If the company had failed, we would have lost our money ’Ha a cég tönkrement volna, elveszítettük volna a pénzünket’.
A befejezett-folyamatos múltat (past perfect continuous) a be befejezett múltja és a folyamatos melléknévi igenév adja. Ez is előidejű cselekvést fejez ki egy múltbeli időponthoz viszonyítva, de ez a cselekvés olyan, mint a befejezett folyamatos jelen esetében: Everything had been going so well up to then ’Minden olyan jól ment addig’, The volunteers brought in their collecting boxes at lunch time yesterday. They had been collecting money all morning ’Az önkéntesek tegnap ebédidőben hozták be a gyűjtésre használt dobozaikat. Egész délelőtt gyűjtötték a pénzt’.
Az angolban vannak időalakok múlt idejű cselekvéshez viszonyított utóidejű cselekvés kifejezésére is. Az egyiket a would segédige + egyszerű jelen, egy másikat a was + to + főnévi igenév fejezi ki: George Washington was the first President of a nation that would become / was to become the richest and most powerful on earth ’George Washington egy olyan nemzet első elnöke volt, amely a világban a leggazdagabb és a legerősebb lett’.
Egyéb alakok múlt idejű cselekvéshez közeli utóidejű cselekvést fejeznek ki:
- a létige múlt idejű alakja + a 'going' segédige + főnévi igenév alakkal: He had to retire when the cinema closed. But he was going to retire anyway ’Nyugdíjba kellett mennie, amikor bezárt a mozi. De amúgy is nyugdíjba készült menni’;
- a létige múlt idejű alakja + about + főnévi igenév alakkal: We had to hurry. The coach was about to leave ’Sietnünk kellett. A busz már indulni készült’.

A magyar feltételes mód múlt időnek a pontos megfelelője egyszerű mondatban vagy feltételes összetett mondat főmondatában található. A would + befejezett jelen alak fejezi ki: If the company had failed, we would have lost our money ’Ha a cég tönkrement volna, elveszítettük volna a pénzünket’.
Ebben a nyelvben a szenvedő ige a létige fenti alakjaival és a lexikai jelentésű múlt idejű melléknévi igenévvel jön létre:
- egyszerű múltban: The vase was broken by a guest ’A vázát egy vendég törte el’ (szó szerint ’*A váza egy vendég által lett eltörve’);
- folyamatos múltban: Three men were being questioned by detectives last night ’Három embert hallgattak ki a nyomozók múlt éjjel’;
- befejezett múltban: The drugs had been loaded onto the ship in Ecuador ’A drogokat Ecuadorban rakták a hajóra’ (más múltbeli esemény előtt).

## A francia nyelvben
A franciában mindegyik igemódnak és igenévnek legalább egy múlt idejű alakja van. A legtöbb analitikus alakot igétől függően az avoir ’birtokolni’ vagy az être ’lenni’ segédigével képezik. A legtöbb cselekvő ige segédigéje az avoir, az összes szenvedő igéé, az összes visszaható alakú igéé és néhány cselekvőé pedig az être. A lexikai jelentésű igének a múlt idejű melléknévi igenév felel meg. Az être segédige használatakor a melléknévi igenév mindig egyezik nemben és számban az alannyal. Egyes esetekben az avoir használatakor is egyeztetendő a melléknévi igenév, de nem az alannyal, hanem a tárggyal.

### Kijelentő módban
Ebben a módban kilenc múlt idejű alak van.
A folyamatos múlt idő (imparfait) alakja szintetikus, jellegzetes személyragokkal. Egyben a folyamatos igeszemléletet is kifejezi. Abszolút használattal leíró vagy elbeszélő jellege van, és ugyanakkor a tartós-huzamos igejelleget (Du haut de la colline, on apercevait un petit village dont les toits brillaient au soleil ’A domb tetejéről a napfénytől csillogó háztetős kicsi falut lehetett látni’) vagy az ismétlődő igejelleget fejezi ki: Pendant les vacances, nous faisions toujours de longues balades à vélo ’Szünidőben/Szabadságon mindig hosszú biciklitúrákat tettünk’. Relatív használattal ugyancsak folyamatos múlt idejű vagy egyéb múlt idejű ige cselekvésével egyidejű cselekvést fejez ki, főleg ugyanabban a mondatban: Ma mère me disait toujours que je devais faire des études pour être indépendant ’Édesanyám mindig azt mondta, hogy tanulmányokat kell végeznem azért, hogy független lehessek’.
A folyamatos múlt idejű alaknak nem specifikus használata is van, ugyanis kötelezően helyettesíti a magyarban használt feltételes mód jelen idő alakját a si ’ha’ kötőszóval és az ezt tartalmazó kötőszó értékű szókapcsolatokkal (même si ’még akkor is, ha’; comme si ’mintha’) bevezetett mellékmondatok állítmányának az alakját: S’il neigeait, nous pourrions faire du ski ’Ha esne a hó, síelhetnénk’.
Az összetett múlt idő (passé composé) alakja analitikus. Segédigéi kijelentő mód jelen idejűek. Egyben a befejezett igeszemléletet is kifejezi, ezzel a beszélő a cselekvést meghatározott időtartamban való lezajlását érti bele, és a cselekvés mozzanatos jellegű (pillanatnyi ideig tartó) is lehet. Főleg abszolút időalak: À la fin du match, le journaliste est descendu sur le court de tennis, il a tendu le micro au jeune champion et il lui a posé beaucoup de questions ’A mérkőzés végén az újságíró lement a teniszpályára, a bajnok elé tartotta a mikrofont, és sok kérdést tett fel neki’. Relatív időalakként előidejűséget fejezhet ki jelen idejű igéhez viszonyítva, de múlt idejűhöz a legtöbb esetben nem: Quand on a perdu sa carte bancaire, il faut tout de suite le signaler à la banque ’Amikor az ember elveszíti a bankkártyáját, azonnal jelezni kell a banknak’.
Az egyszerű múlt idő (passé simple) szintetikus alakú, jele ragozási osztálytól függően egy bizonyos magánhangzó, amelyet jellegzetes ragok követnek. Ugyanaz az igeszemléleti jellege, mint az összetett múlt időé, de ettől az különbözteti meg, hogy kifejezi a jelennel való kapcsolat hiányát is. Használata szociolingvisztikai szempontból a választékos nyelvi regiszterre korlátozódik, főleg egyes irodalmi művekre és történelmi jellegű munkákra. Példák: La porte s’ouvrit. Un groupe étrange et violent apparut sur le seuil ’Kinyílt az ajtó. Küszöbén furcsa és erőszakos csoport jelent meg’ (Victor Hugo); Le peintre Matisse naquit en 1869 et mourut en 1954 „Matisse festő 1869-ben született, és 1954-ben hunyt el’.
Az előidejű múlt idő (passé antérieur) alakja is analitikus, a segédige egyszerű múlt idejű alakjával alkotott. Kizárólag relatív használatú, egyszerű múlt idejű ige cselekvése előtti és hozzá nagyon közeli, csak mozzanatos cselekvést fejez ki, amit a kötőszó is kifejezhet: Dès qu’il eut prononcé ces mots, un concert de protestations s’éleva dans la foule ’Amint kimondta ezeket a szavakat, a tömegből tiltakozó kórus hangzott fel’.
A régmúlt idejű (plus-que-parfait) alak is analitikus, segédigéje folyamatos múlt időben áll. Ez is relatív időalak, előidejűséget fejez ki egy másik múlt idejű cselekvéshez viszonyítva: Les randonneurs avaient marché plusieurs heures et ils mouraient de soif ’A kirándulók több órán át gyalogoltak, és nagyon szomjasak voltak’.
Ezen kívül a régmúlt idő alakja a magyar feltételes mód múlt idő megfelelőjeként kötelező olyan típusú mellékmondatokban, amelyekben a folyamatos múltat használják a feltételes mód jelen idő megfelelőjeként: Si nous avions eu plus de temps, nous nous serions arrêtés pour visiter Dijon ’Ha több időnk lett volna, megálltunk volna, hogy meglátogassuk Dijont’. Abszolút használattal, ugyancsak a si kötőszóval, pragmatikai jelentésként szemrehányást vagy sajnálatot fejez ki múltbeli cselekvéssel kapcsolatban: Ah ! si tu avais suivi mes conseils ! ’Ha legalább követted volna a tanácsaimat!’
Van egy passé surcomposé nevű időalak is, amit ’kétszeresen összetett múlt idő’-nek lehetne fordítani. A segédige összetett múlt idejével jön létre. Ugyanolyan előidejűséget fejez ki, mint az előidejű múlt idő, de összetett múlt idejű igéhez viszonyítva: Dès qu’il a eu prononcé ces mots, un concert de protestations s’est élevé dans la foule ’Amint kimondta ezeket a szavakat, a tömegből tiltakozó kórus hangzott fel’.
A fenti alakokon kívül vannak még ún. fél-segédigékkel képzettek is, melyekkel a lexikai jelentésű jelen idejű főnévi igenév használatos.
A közvetlen múlt idő alakja a venir ’jönni’ fél-segédigével képzett, és a közlés idejéhez viszonyítva használatos: Il est 20 heures. Le magasin vient de fermer ’20 óra van. Az üzlet éppen bezárt’. A venir folyamatos múlt idejű alakjával az igét múlt idejű cselekvéshez viszonyítják: Le magasin venait de fermer ses portes quand je suis arrivé pour faire mes courses ’Az üzlet éppen bezárta kapuit, amikor megérkeztem bevásárolni’.
A franciának is vannak időalakjai múlt idejű cselekvéshez viszonyított utóidejű cselekvés kifjezésére. Ezek befejezettek vagy befejezetlenek lehetnek a közlés idejében. Az egyik ilyen alak nem specifikus, mivel a feltételes mód jelen idejű alakja: Nous étions le 15 décembre. Ce serait bientôt Noël ’December 15-ét írtunk. Közel volt a karácsony’; On a annoncé que les élections législatives auraient lieu le 15 mai ’Bejelentették, hogy a törvényhozási választások május 15-én lesznek’. Közvetlen utóidejű cselekvést az aller fél-segédige folyamatos múlt időben + főnévi igenév fejez ki: J’allais prendre ma douche quand le téléphone a sonné ’Éppen zuhanyozni készültem, amikor csengett a telefon’, Il a dit qu’il allait m’aider ’Azt mondta, hogy segíteni fog nekem’.
Mindegyik fenti alaknak van szenvedő változata is. Ezekben az être segédigét ragozzák, mely a lexikai jelentésű múlt idejű melléknévi igenévvel társul: La loi était / a été / fut / eut été / avait été / vient d’être votée (nőnem) par les députés ’A törvényt megszavazták a képviselők’ szó szerint ’*A törvény meg lett szavazva a képviselők által’.

### A többi igemód és az igenevek múlt idejű alakjai
Ezek mind a segédigék megfelelő jelen idejű alakjával jönnek létre.
A feltételes mód múlt idő (conditionnel passé) fő jelentései ugyanazok, mint a magyar megfelelőjének a fő jelentései, azzal a kivétellel, hogy csak a feltételes összetett mondat főmondatában használható: Si j’avais eu ton adresse, je t’aurais envoyé une carte postale de Grèce ’Ha meglett volna a címed, küldtem volna neked képeslapot Görögországból’. Különféle pragmatikai jelentései is vannak:
- múltbeli cselekvésről való közlés fenntartásokkal valósága tekintetében: L’incendie aurait été provoqué par une cigarette jetée dans une poubelle ’A tűzvészt kukába dobott cigaretta okozhatta’);
- sajnálat: J’aurais bien voulu aller à Londres ce week-end mais il n’y avait plus de places dans l’Eurostar ’Szerettem volna Londonba menni a múlt hétvégén, de már nem volt hely az Eurostar-on’;
- szemrehányás kifejezése: Il aurait mieux valu dire la vérité tout de suite ’Jobb lett volna rögtön megmondani az igazat’);
- kérés enyhítése: J’aurais voulu avoir quelques renseignements… ’Érdeklődni szerettem volna…’.

A feltételes mód múlt idő nem jellegzetesen előidejűséget fejez ki feltételes mód jelen idejű igéhez viszonyítva, amikor ez utóbbi utóidejűséget fejez ki múlt idejű igéhez viszonyítva: Antoinette a dit (kijelentő mód összetett múlt idő) qu’elle se marierait (feltételes mód jelen idejű alak) quand elle aurait terminé (feltételes mód múlt idejű alak) ses études ’Antoinette azt mondta, hogy meg fog házasodni miután elvégezte a tanulmányait’.
A kötőmód múlt idő (subjonctif passé) relatív használatú. Előidejűséget fejez ki az alaptagját képező igéhez viszonyítva, amely lehet egyrészt jelen vagy múlt idejű (Les Français regrettent/regrettaient que leur équipe ait perdu le match ’A franciák sajnálják/sajnálták, hogy csapatuk elvesztette a mérkőzést’), másrészt jövő idejű: Bien qu’elle ait déjà joué hier, notre équipe rejouera demain ’Bár tegnap már játszott, csapatunk holnap is fog játszani’. Az alaptaghoz viszonyítva a kötőmód múlt idővel kifejezett cselekvés utóidejű is lehet, ha ugyanakkor egy, a közlés utáni időpont előtt befejezettnek kell lennie: Il faut que nous ayons quitté l’hôtel avant 11 heures ’El kell hagynunk a szállodát 11 óra előtt’. Van a franciában kötőmód folyamatos múlt idő (subjonctif imparfait) és kötőmód régmúlt idő (subjonctif plus-que-parfait) is, melyek múlt idejű alaptaghoz viszonyítottak, de a mai nyelvben archaikus alakok, csak a nagyon választékos nyelvi regiszterben használtak, abban is ritkán. Helyettük a jelen idejű, illetve a múlt idejű alakot használják, az utóbbit úgy, mint a fenti Les Français regrettaient que leur équipe ait perdu le match mondatban.
A franciában van felszólító mód múlt idő (impératif passé) is, amely egy jövőbeli időpont előtt teljesítendő parancsot fejez ki: Ayez fini tout votre travail avant samedi ! ’Fejezze/Fejezzék be az egész munkát még szombat előtt!’
A múlt idejű főnévi igenév (infintif passé) előidejűséget fejez ki az alaptagját képező igéhez viszonyítva, a legtöbb olyan esetben, amikor a kettő alanya ugyanaz: Olivier est content d’avoir reçu des nouvelles de son amie ’Olivier örül, hogy híreket kapott a barátnőjétől’.
A múlt idejű melléknévi igenévnek melléknévi szerepén kívül az az igei szerepe, hogy (amint fentebb látszik) részt vesz a segédigés alakok képzésében.
A jelen idejű melléknévi igenévnek megfelel egy, a segédigék ezen alakjával képzett ún. összetett múlt idejű melléknévi igenév (participe passé composé). Előidejűséget fejezhet ki olyan igéhez viszonyítva, amellyel azonos az alanya (Les élèves ayant obtenu la mention très bien au baccalauréat entrent sans examen dans cette école ’A érettségin »nagyon jó« minősítést elérő tanulók vizsga nélkül kerülnek ebbe az iskolába’), de saját alanya is lehet: L’usine de la ville ayant fermé, plus de cent personnes sont maintenant au chômage ’Mivel a városban bezárt a gyár, száznál több személy lett munkanélküli’.
A múlt idejű határozói igenévnek (gérondif passé), mely elég ritkán használt, nem lehet saját alanya. Ugyancsak előidejűséget fejez ki: On est revenus par le même chemin et on est rentrés à sept heures en n’ayant rencontré absolument personne ’Ugyanazon az úton jöttünk vissza, és hét óra előtt értünk haza anélkül, hogy valakivel is találkoztunk volna’.
Példák fentieknek megfelelő szenvedő alakokra La loi aurait été votée ’Állítólag megszavazták a törvényt’, Il faut que la loi ait été votée ’Az kell, hogy a törvény meg legyen szavazva’ (más múltbeli esemény előtt).

## A román nyelvben
Újlatin nyelv lévén, a románban vannak hasonlóságok a múlt idejű alakok tekintetében a franciabeliekkel, de különbségek is, mindenekelőtt számukat tekintve, ugyanis a románban kevesebb van.

### Kijelentő módban
Ebben az igemódban négy múlt idejű alak van.
A román folyamatos múltnak ugyanaz az eredete, mint a franciának, és ugyanazok a főbb jelentései is. Abszolút használati példák Acolo locuiam în copilărie ’Ott laktam gyerekkoromban’ (múltbeli folyamatos igeszemléletű és tartós-huzamos igejellegű cselekvés), vagy Se certau mereu ’Mindig veszekedtek’ (ismétlődő cselekvés). Relatív használatú példa În timp ce mânca, a sunat telefonul ’Miközben evett, csengett a telefon’. Az egyik különbség az, hogy nem kötelező a că ’hogy’ kötőszóval bevezetett mellékmondatban egyidejűség kifejezésére múlt idejű alaptagjával: N-am observat că venea (folyamatos múlt) / vine (jelen idő) după mine ’Nem vettem észre, hogy követ engem’.
Egy másik különbség az, hogy ez az alak gyakran szinonimája a feltételes mód múlt időnek feltételes összetett mondatban: Dacă știam, veneam și eu ’Ha tudtam volna, én is eljöttem volna’.
Az összetett múlt is analóg a franciabelivel képzését és használatát tekintve, azzal a különbséggel, hogy csak egy segédigéje van, a avea ’birtokolni’. Lexikai jelentésű része a melléknévi igenév, amely múlt idejű jelentésű, de a románban csak ez az egy van. Változatlan alakban, azaz hímnem egyes számban használt: Am studiat prezentul și imperfectul ’Tanulmányoztuk a jelen időt és a folyamatos múlt időt’. A fesztelen nyelvi regiszterben közvetlen jövő idejű jelentéssel is megjelenik: Acuma chiar am plecat ’Most aztán igazán elmegyek’ (szó szerint ’… elmentem’). Ugyanabban a regiszterben az előidejű jövő időt is kifejezheti: Până vine el, s-a zis cu tine ’Míg megjön ő, véged van’. Nem kötelezően, de a szokásos regiszterben gyakrabban használatos a régmúlt időnél előidejűség kifejezésére múlt idejű cselekvéshez viszonyítva: Le-a explicat de ce a venit (összetett múlt) / venise (régmúlt) „Elmagyarázta nekik, hogy miért jött’.
Az egyszerű múlt is azonos eredetű és nagyjából azonos használatú a franciabelivel, bár valamivel korlátozottabb, csak egyes irodalmi művekben használatos: – Unde ai fost? întrebă el. – M-am plimbat în parc, răspunse ea ’– Hol voltál? kérdezte ő / a fiú’ / stb. – A parkban sétáltam, válaszolta ő / a lány’ / stb.
A román régmúlt idő alakja szintetikus, de jelentése hasonló a franciáéhoz, csak kevésbé használatos. Előidejűséget fejezhet ki az ugyanabban az összetett mondatban lévő múlt idejű igéhez viszonyítva (Terminasem de scris când ai venit tu ’Befejeztem már az írást, amikor megjöttél’) vagy független mondatban is, az előző kontextusban lévő múlt idejű alak(ok)hoz viszonyítva: Spre seară terminasem de scris ’Estefelé már befejeztem az írást’.
A fenti alakok mindegyikének van a franciával analóg módon képzett szenvedő változata is, pl. Data alegerilor a fost hotărâtă ’A választások dátuma el lett határozva’.

### Egyéb múlt idejű alakok
A románban nincs mindegyik igemódnak és igenévnek múlt idejű alakja. A alábbiak mind az a fi ’lenni’ segédigével alakulnak.
A feltételes mód múlt idő analitikusan, de másként alakul, mint a franciában. Segédigéje csak az a fi ’lenni’ ige feltételes mód jelen időben. Ezt követi a melléknévi igenév változatlan alakja. Mint a magyarban, feltételes összetett mondatban a meg nem valósult feltételt is ez az alak fejezi ki: Dacă aș fi asistat la ceartă, n-aș fi ținut partea nimănui ’Ha jelen lettem volna a veszekedésen, nem tartottam volna senkivel sem’. A románban is vannak a feltételes mód múlt időnek pragmatikai jelentései: Am auzit că ar fi absolvit facultatea ’Azt hallottam, hogy állítólag elvégezte az egyetemet’; Aș fi vrut să vă spun că... ’Azt szerettem volna mondani, hogy…’.
A kötőmód múlt idő is analitikus, és különbözően alakul a franciabelitől. Segédigéje a mindegyik személyben változatlan fi + a változatlan alakú melléknévi igenév. A franciával ellentétben gyakran használatos akkor is, ha ugyanaz az alanya a vele kifejezett cselekvésnek, mint az ezt alárendelő igének: Nu-mi amintesc să fi spus așa ’Nem emlékszem, hogy így mondtam volna’. Olykor szinonimája a feltételes mód múlt időnek feltételes összetett mondat mellékmondatában, egyidejűséget (Să fi asistat (kötőmód) / Dacă aș fi asistat (feltételes mód) la ceartă, i-aș fi despărțit ’Ha jelen lettem volna a veszekedésen, szétválasztottam volna őket’) vagy utóidejűséget fejezve ki: Până să fi venit (kötőmód) / ar fi venit (feltételes mód) / un medic, l-aș fi îngrijit eu ’Amíg eljött volna egy orvos, én láttam volna el’. Helyettesítheti a feltételes mód múlt időt szemrehányás vagy sajnálat kifejezésére is: Să fi cumpărat' (kötőmód múlt idő) / De-ai fi cumpărat (feltételes mód múlt idő) / niște fructe măcar! ’Ha legalább gyümölcsöt vettél volna!’
Feltételező mód múlt idő. A románban van még egy igemód, a feltételező. Jelen időben specifikus alakja van, de múlt időben azonos az előidejű jövő idővel. Alakja az a fi kijelentő mód jövő idő + változatlan alakú melléknévi igenév. Lehet abszolút (O fi știut el ceva ’Tudhatott ő valamit’) vagy relatív használatú, mellyel rendszerint előidejűséget (Nu-și amintea dacă o fi dormit sau nu ’Nem emlékezett, hogy aludt-e vagy sem’), esetleg egyidejűséget fejez ki: L-a putut vedea când o fi trecut pe acolo ’Láthatta, amikor arra járt’.
A múlt idejű főnévi igenév az a fi jelen idejű főnévi igenévvel és a változatlan alakú melléknévi igenévvel alakul. Kevésbé használatos, mint a franciában, főleg a választékos regiszterben, mivel a román nyelv igemódot preferál helyette: Faptul de a nu fi declarat adevărul l-a pus într-o lumină proastă ’Az a tény, hogy nem a valóságnak megfelelően nyilatkozott, rossz fényben tüntette fel’. Ellenben lehet saját alanya, amikor egyes elöljárószókkal használt: Înainte de a fi venit el, mă simțeam bine ’Mielőtt eljött volna ő, jól éreztem magam’.
Ezeknek az alakoknak is van szenvedő megfelelője. Ezekben a melléknévi igenév nemben és számban egyezik az alannyal, pl. aș fi fost iubit (hímnem) / iubită (nőnem) szó szerint ’*szeretett lettem volna’, am fi fost iubiți (hn.) / iubite (nn.) ’*szeretettek lettünk volna’.

## A közép-délszláv diarendszerben
A közép-délszláv diarendszer nyelveiben (bosnyák, horvát, montenegrói, szerb) a befejezett és a folyamatos igeszemléleteket rendszeresen fejezik ki jellegzetes toldalékok. Viszonylag kevés múlt idejű alak van, melyek közül a folyamatos múlt, a régmúlt és feltételes mód múlt idő a mai nyelvben archaikusak.
Kijelentő módban szokásosan a perfekt-nek nevezett alakot használják. Ez a biti ’lenni’ segédige jelen idejű alakjából és az ún. „cselekvő melléknévi igenév”-ből jön létre, amely nemben és számban egyezik az alannyal. A más nyelvek folyamatos múltjának a folyamatos szemléletű igék perfekt-je, miközben a francia és a román összetett múltnak, valamint az angol befejezett jelennek a befejezett szemléletű igék perfekt-je felel meg: (montenegróiul) Kad smo ušli u dvoranu, svi su śeđeli mirno i čekali početak predstave ’Amikor beléptünk a terembe, mindenki békésen ült és várta, hogy elkezdődjön az előadás’. Előidejű cselekvést is kifejez múlt idejű igéhez viszonyítva: (szerbül) Rekla mi je da je imala mnogo novca ’Azt mondta (nőnem), hogy sok pénze volt’. A segédigét olykor elhagyják harmadik személyben, amikor múlt cselekvés aktualitását fejezik ki: Jesi li čuo? Pukla cev na trećem spratu! ’Hallottad? Eltört egy cső a harmadik emeleten!’
Ezt az alakot más jelentéssel is használják, mint a múlt idő, mégpedig erélyesebb felszólításra vagy tiltásra, mint a felszólító móddal. Ekkor mindig a da ’hogy’ jelentésű kötőszó előzi meg: (szerbül) Smesta da si došao! (hn.) „Azonnal gyere ide!’, Da se nisi makao! ’Nehogy megmozdulj!’
Az aorist nevű alak a francia és a román, valamint részben az angol egyszerű múltnak felel meg, mivel egyes iroldalmi művekben használják. Néhány kivétellel csak befejezett szemléletű igéknek van meg ez az alakja: (szerbül) – Dobar dan – reče nepoznati, skide šešir et predstavi se ’– Jó napot, mondta az ismeretlen, levette a kalapját, és bemutatkozott’.
Van ugyan feltételes mód múlt idő ezekben a nyelvekben, de archaikus. Az egyetlen szokásosan használt feltételes módú alak a biti aoriszt-jával és a cselekvő melléknévi igenévvel alakul. Jelentése jelen vagy múlt idejű, ami a kontextusból derül ki: (szerbül) Ko bi pomislio da će nas tako prevariti! ’Ki gondolta volna, hogy ennyire be fog(nak) minket csapni?!’
Ennek az alaknak nem specifikus jelentései is vannak. Az egyik a múltban ismétlődő cselekvés kifejezése: (bosnyákul) Otac bi me petkom vodio u džamiju ’Péntekenként édesapám mecsetbe vitt’. Egy másik, relatív időalakként egyes célhatározói mellékmondatok állítmányát adja: (szerbül) Da bi situacija bila jasnija, poslužićemo se crtežom ’Azért, hogy a helyzet világosabb legyen, rajzhoz fogunk folyamodni’.
A cselekvő melléknévnek múlt idejű jelentése van, de mindig igei használatú, csaknem mindig a lexikai jelentést hordozza összetett alakokban.
Az ún. szenvedő melléknévi igenévnek van melléknévi használata is, és igei is. Ez utóbbi a szenvedő alakok lexikai jelentését adja, és nemben, valamint számban egyezik az alannyal. Ezekben a nyelvekben is a létige a szenvedő igealak segédigéje. Ugyanaz az alak jelen idejű, ha az ige állapotot, és múlt idejű, ha cselekvést fejez ki: (szerbül) Škola je otvorena 1932. godine ’Az iskola 1932-ben nyílt meg’.
Mint a franciában, ezekben a nyelvekben is van múlt idejű határozói igenév, melynek specifikus toldaléka van, -vši: (szerbül) Zauzeli su prvo mesto na tabeli pobedivši sve protivnike ’Az első helyet foglalták el a tabellán, miután legyőzték az összes ellenfelüket’.

## Múlt időt kifejező jelen idő
A jelen idő alakja a közlés ideje előtti cselekvést is kifejezhet, írott szövegben és az élő beszédben egyaránt. Ez utóbbiban különösen fontos szerepe van a szemléleti kérdésnek. A magyar nyelvben, más nyelvekhez hasonlóan, a történelmi jelen használata finom szemléleti különbségeket érzékeltet. Ha a beszélő a múltbeli eseményt a jelenben szemléli, akkor a már befejeződött cselekvés leírására jelen időt is használhat. 
Az írott szövegekben is megjelenik a szemléleti szempont: a mesékben gyakran szolgál a valóságos időtől való függetlenség kifejezésére. 
Az elbeszélésben, elbeszélő leírásban szintén gyakran használják azért, hogy az alkotó az időtlenség érzetét teremtse meg.
Stilisztikai szerepe is jelentős. Főként az úgynevezett „átképzeléses” előadásban, leírásban azért is szerepel a múlt idő helyett, hogy az elbeszélést élénkebbé, elevenebbé tegye.
- (magyarul) Képzeld, tegnap, amint megyek az utcán, egyszer csak megállít egy ismeretlen ember, és így szól hozzám...;[48]
- (magyarul) Lemegy a halász a Tiszára hajnalhasadtakor, beleveti a hálót a vízbe, aztán egy kis idő múlva kiemeli…;[52]
- (magyarul) Szapolyai maradék hívei makacsul kitartanak ugyan Erdélyben – Fogaras erős várát Tomori István 1528 júliusáig védi még –, de uruk nem akar csapdába esni a hegy koszorúzta tartományban;[53]
- (angolul) Last week I’m walking down this street... ’A múlt héten sétálok lefelé ezen az utcán...’;[54]
- (franciául) Soudain tous les regards se tournent vers la porte [...] ’Hirtelen minden szem az ajtó felé fordul [...]’ (Michel Butor);[55]
- (románul) Ștefan cel Mare devine domn în 1457 și moare în 1504 ’Nagy István 1457-ben válik fejedelemmé, és 1504-ben hal meg’;[35]
- (montenegróiul) Jutros uđem u pogrešan autobus i zakasnim u školu ’Tegnap rossz buszra szállok, és elkések az iskolából’.[56]

A magyarban relatív időként jelen idejű a mellékmondat igéje múlt idő helyett, ha a múlt idejű alaptagjával egyidejű cselekvést fejez ki: Azt hittem, hogy alszik. Ez így van a közép-délszláv diarendszerben is: (szerbül) Pitao sam ga šta traži u mojoj sobi ’Megkérdeztem tőle, hogy mit keres a szobámban’.
A románban is gyakori ez a használat, de a folyamatos múlt is használható ebben a helyzetben: N-am observat că vine / venea după mine ’Nem vettem észre, hogy követ engem’.

### Múlt idejű leírásokban abszolút jelent használó szokások alakulása a magyar nyelvben
A magyar nyelvben ez a fajta nyelvhasználat az utóbbi évtizedekben terjedt el.
Először történelmi témájú művekben vált általánossá, mostanra más témájú írások fordításában is gyakran alkalmazzák: (Kepler) Azt a kérdést teszi föl magának [...].
Gyáni Gábor történész véleménye szerint a történelmi munkákban azért következett be a jelen idő térnyerése, mert a történészek körében az objektivitás ideája meggyengült. A 19. század végére professzionalizálódó történetírás alapvető célja volt a tárgyilagosság, ennek a célnak pedig adekvát nyelvi eszköze a múlt idő használata és a magyarázó narrátor hiánya. Manapság a klasszikus történetivel szemben a „diskurzív jellegű beszédmód" nagy teret nyert. „A kérdező-tépelődő történész-narrátor szerző […] saját magát is képviselteti az előadott történetben”, jelen időben.